# Culicoides ibericus
Culicoides ibericus är en tvåvingeart som beskrevs av Dzhafarov 1964. Culicoides ibericus ingår i släktet Culicoides och familjen svidknott. Inga underarter finns listade i Catalogue of Life.